# Розалінд Гікс
Розалінд Маргарет Кларісса Гікс (англ. Rosalind Margaret Clarissa Hicks; 5 серпня 1919, Торкі, Девон, Англія, Велика Британія — 28 жовтня 2004, Торбей, Девон) — єдина дитина і спадкоємиця англійської письменниці Агати Крісті. Після смерті матері в 1976 році Розалінда успадкувала значну частину її спадку, в тому числі 36 % акцій Agatha Christie Limited . Разом зі своїм другим чоловіком юристом Ентоні Гіксом взяла участь у підготовці « Автобіографії» Агати Крісті, яка була видана у 1977 році. Донька також доклала руку до опрацювання та структурування записників Крісті, найважливішого джерела в галузі створення творів «королеви детектива». Розалінда всіляко намагалася не допустити адаптацій, що спотворюють авторський задум матері, а також появи відомостей, що ганьблять її. Після її смерті ACL очолював її син Метью, а згодом онук — Джеймс Прічард.

## Біографія
Розалінда Маргарет Кларисса Крісті (Rosalind Margaret Clarissa Christie) народилася 5 серпня 1919 року в будинку своєї бабусі по материнській лінії Ешфілд, у приморському курортному містечку Торкі, графство Девон. Там же в 1890 році народилася її мати Агата, донька Фредеріка (1846—1901) та Клариси (уродж. Бомер; 1854—1926). Батько Розалінди, полковник у відставці Арчібальд Крісті (Archibald Christie ; 1889—1962), був військовим льотчиком і ветераном Першої світової війни. Наприкінці 1914 року її батьки одружилися, а коли Розалінді виповнилося сім років, вони переїхали до Саннінгдейла, де купили будинок, назвавши його «Стайлз», на честь першого детективного роману Агати — « Загадкова пригода в Стайлзі». Через кілька місяців, 5 квітня 1926 року, померла бабуся Розалінди, Клариса, що дуже тяжко переживала Агата. У цей період між Арчі, що працює в лондонському Сіті, та офісною друкаркою Ненсі Ніл зав'язався роман. У серпні 1926 року (у день народження Розалінди) він повідомив Агаті, що закоханий в іншу. Подружжя намагалося кілька місяців налагодити стосунки, але це їм не вдалося. Між ними часто виникали скандали та зростала напруга. У грудні 1926 року, після особливо великої сварки, Агата на одинадцять днів зникла зі Стайлза в невідомому напрямку. Після її виявлення між подружжям був скандальний шлюборозлучний процес. Через два роки Агата, що зберегла прізвище першого чоловіка, познайомилася з археологом Максом Малловеном, у шлюбі з яким, починаючи з 1930 року і провела всю решту свого життя. Агата мабуть відчувала провину перед Розаліндою, яка деякий час звинувачувала матір у руйнуванні сім'ї. Проте остання незмінно дотримувалася «офіційної» версії зникнення матері. Відповідно до неї Агата, за словами дочки, «хворіла весь 1926 рік і в якийсь травмуючий момент ночі з 3 на 4 грудня втратила пам'ять». Колишнє подружжя Крісті не підтримувало стосунки крім рідкісного обміну листами. Однак їхня донька Розалінда потай від матері зав'язала листування з батьком, а в 1956 році, після смерті Ненсі Ніл, зустрілася з ним особисто.
Після драматичних подій Агата, яка любила подорожувати та змушена заробляти на життя літературою, вирішила віддати доньку до закритого закладу освіти. Спочатку Розалінда навчалася у двох британських школах-інтернатах: Caledonian School та Benenden School. Вважається, що враження від них стали прообразом школи-пансіону в романі Крісті « Кішка серед голубів» (1959). Закінчила своє навчання дівчина у двох пансіонах у Швейцарії, а з метою вивчення мов деякий час жила у Франції в Парижі та в Німеччині у Мюнхені. Подорослішавши, вона проводила більшу частину свого часу в маєтку «Грінуей хауз» (Greenway House) в Торкі, який її мати купила в 1938 році і перебудувала наступного року.
Письменниця неодноразово згадувала дочку у своїй « Автобіографії». Так, вона писала, що головна риса характеру «Розалінди» — це «невгамовна активність»: «Вона була з тих непосид, які хвилини не посидять спокійно і, повернувшись після довгого і втомливого пікніка, бадьоро запитують: „До вечері ще півгодини — що будемо робити?“».
На початку Другої світової війни Розалінда вийшла заміж за армійського офіцера майора Хьюберта Прічарда (Hubert de Burr Prichard ; 1907—1944), представника багатої сім'ї, який був старший за неї на дванадцять років. 21 вересня 1943 року у них народився син — Метью. Однак радість сім'ї була недовгою — Х'юберт довго вважався серед зниклих безвісти, а восени 1944 року стало відомо, що він загинув після відкриття другого фронту у Франції.
В 1949 році Розалінда знову вийшла заміж — за адвоката Ентоні Артура Хікса (Anthony Arthur Hicks ; 1916—2005), у шлюбі з яким прожила до своєї смерті в 2004 році. За пропозицією чоловіка Розалінди, Ентоні, її мати назвала свою найуспішнішу п'єсу « Мишоловкою» (The Mousetrap)  . Агата згадувала з цього приводу: «Коли з'ясувалося, що початкову назву, „Три сліпих мишеня“, використовувати не можна, оскільки п'єса з такою назвою вже є, ми всі стали ламати голову над новою. Ентоні прийшов і відразу ж сказав: „Мишоловка“ — і ми відразу погодилися». Тоді вона не подумала, що Ентоні може претендувати на частину гонорару, оскільки не очікувала, що на п'єсу чекає такий успіх.

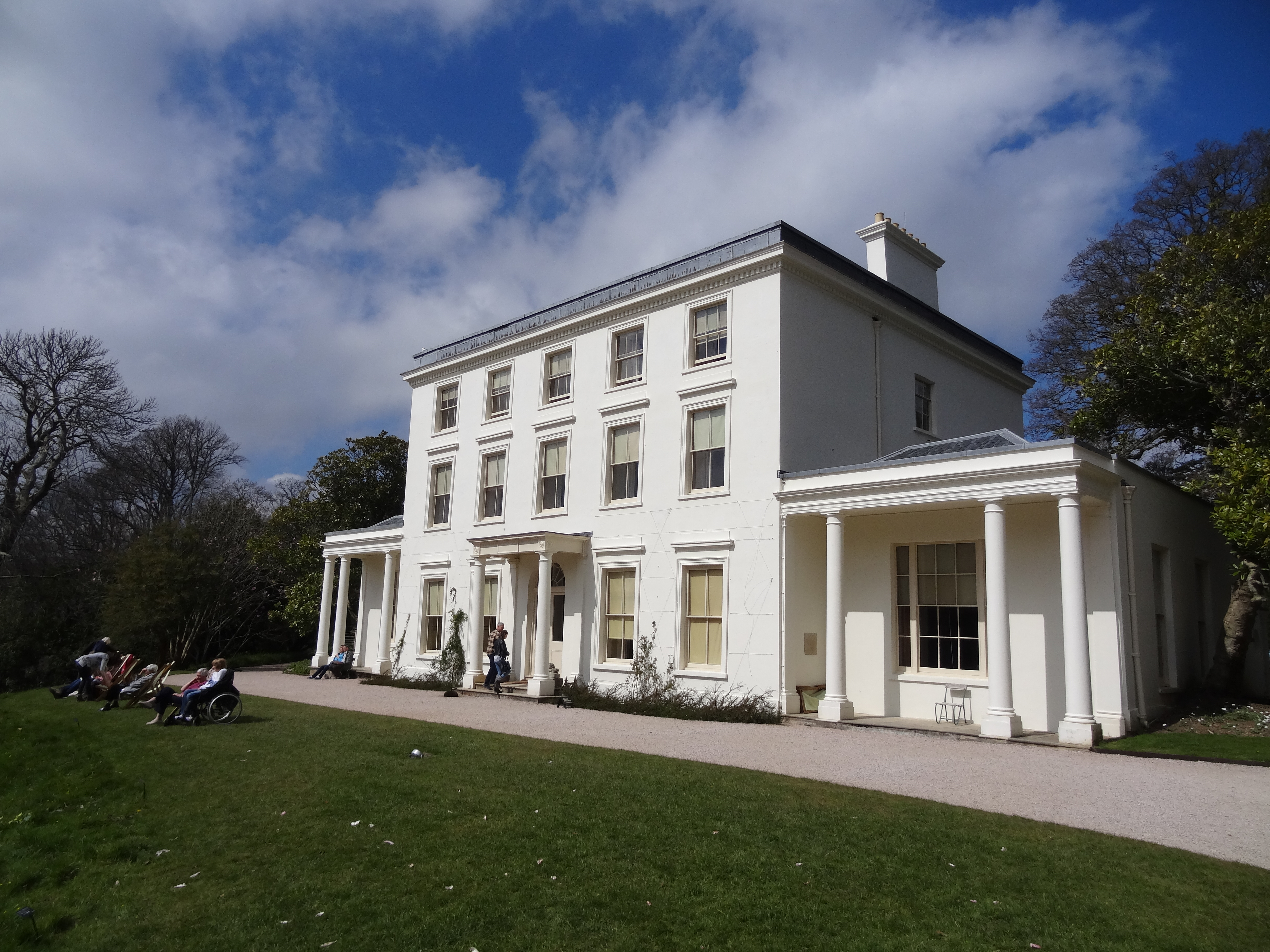
Маєток Грінвей Хауз, де жили члени родини Агати Крісті

У 1959 році Агата переписала маєток Грінвей на дочку. У 1976 році, після смерті письменниці, було оголошено її заповіт, згідно з яким більша частина спадщини була розділена між Розаліндою та Маллоуеном. Зі 106 683 фунтів стерлінгів, залишених письменницею у спадок, майже всю суму отримали її чоловік Макс Маллоуен та дочка Розалінда. Крім того, останній дістався найцінніший актив — 36 % акцій, заснованої письменницею Agatha Christie Limited , яким вона володіла до своєї смерті. Цій компанії належать авторські та комерційні права на роботи Крісті, а також теле-кінофільми, радіовистави, комп'ютерні ігри — не лише власне письменниці, а й створених на основі її творів. Ще в 1930-1940-і роки вона написала романи, які за її задумом повинні були завершувати історії її найславетніших детективів — міс Марпл (« Забуте вбивство») та Еркюля Пуаро (« Завіса»). Авторські права на ці книги Крісті передала своєму чоловікові та доньці. Причому спочатку Максу був призначений роман «Завіса», а «Забуте вбивство» Розалінді, але пізніше Агата змінила своє рішення і права на них були передані навпаки. Оригінали цих творів були переправлені до Нью-Йорка, де вони зберігалися з міркувань безпеки. Обидві ці книги було видано у 1975—1976 роках. За заповітом Розалінді також було передано права на п'єсу «Дочка є дочка». Вважаючи, що образ владної головної героїні, що засуджувала поведінку своєї матері, був заснований на фактах її біографії, Розалінда недолюблювала цей твір і ставилася до нього без ентузіазму.
Подружжя Хікс займалося підготовкою до друку та видання «Автобіографії» Агати Крісті, яка була побачила світ 1977 року — майже через два роки після смерті письменниці. Надати допомогу в підготовці до друку мав намір і чоловік Крісті, але йому завадили хвороба та новий шлюб. Мемуари письменниці є найціннішим джерелом про її життя, творчість та світогляд, тому без їх використання не обходиться жоден біограф або дослідник літературної творчості Крісті. Донька також займалася опрацюванням та структуруванням записників Крісті, дуже важливого джерела щодо створення та еволюції задуму творів «королеви детектива». Саме вона встановила нумерацію 73-х чернеток письменниці, яка, слід зазначити, є довільною і не дотримується хронологічного принципу. Більшість записників є учнівськими зошитами Агати та її доньки.
Дочка всіляко оберігала пам'ять та спадщину матері. З цього приводу американський біограф Крісті Річард Хек зауважив: «Розалінда ревно стежила за тим, щоб репутацію Агати Крісті не псували неякісними виданнями та фільмами». З цією точкою зору згодна й біограф письменниці Катерина Цимбаєва: «Розалінда до останніх днів з люттю та активністю, яких від неї важко було очікувати, захищала пам'ять матері від будь-яких нападок, чи йшлося про її життя чи творчість. Вона писала статті у газетах. Вона прямо чи опосередковано намагалася впливати на діяльність компанії „Агата Крісті лімітед“. Вона зберігала під замком листи та записні книжки матері, якщо вони містили щось надто особисте».
Зокрема, Розалінда заперечувала проти появи біографій матері та доручила Джанет Морган написати авторизовану (офіційну) біографію лише у 1984 році . Інший біограф, письменниця Лора Томпсон супроводжувала свою роботу подякою Розалінді та її сину Метью, з якими неодноразово зустрічалася. Також Розалінда чинила опір екранізаціям, які спотворювали вигляд творів «королеви детектива», а також втручанню в особисте життя матері. Так, заперечення Розалінди викликав роман журналістки та письменниці Кетлін Тінан «Агата» (1977), присвячений зникненню Агати Крісті.
Його однойменну екранізацію здійснив британський режисер Майкл Ептед ; у головних ролях знялися Ванесса Редгрейв (Агата Крісті), Тімоті Далтон (Арчібальд Крісті) та Дастін Гоффман (Воллі Стентон). За сюжетом роману та фільму Крісті не змирилася з тим, що чоловік проміняв її на коханку. Вона робить спробу самогубства, маючи намір підлаштувати все так, щоб підозра впала на її суперницю. Проте в останній момент Агата відмовляється від свого плану і вирішує дати свою згоду на розлучення. У 1977 році Розалінда написала в « Таймс»: «Хочу скористатися нагодою, щоб сказати, що цей фільм, зроблений без консультацій з будь-ким із представників сімей моїх батьків, суперечить нашим бажанням і викличе у нас велике невдоволення». В 1978 році Розалінда, а також Фонд Агати Крісті подали позови про заборону демонстрації картини, але федеральний суд відмовив у цьому . За словами Хека, безуспішна протидія виходу картини призвела до того, що Розалінда остаточно розчарувалася в поведінці продюсерів, для яких «не існує елементарних етичних норм». Однак деякі проєкти в галузі телебачення вона таки схвалила. Так, в першу чергу, це стосується таких вдалих серіалів як: «Міс Марпл» (1984—1992) з Джоан Гіксон в ролі міс Марпл та «Пуаро Агати Крісті» (1989—2013) з Девідом Суше в образі Еркюля Пуаро, що запам'ятовується. У літературі зазначається, що донька Крісті особисто брала участь у їх створенні, що сприятливим чином позначилося на їх популярності. У 1993 році Розалінда створила «Товариство Агати Крісті», головною функцією якої була охорона спадщини письменниці. Головою організації стала її засновник — Розалінда, а віце-головами — Джоан Хіксон та Девід Суше. На початку 2000-х років Розалінда та Метью передали Гріней з його садами « Британському національному трасту»; після реконструкції особняк був відкритий для громадськості в 2009 році .
Статок Розалінди на початку 2000-х років оцінювався приблизно в 600 000 000 фунтів стерлінгів . Після смерті Розалінди Agatha Christie Limited очолював її син Метью, а згодом онук — Джеймс Прічард . Метью з вдячністю згадував роль матері в популяризації творчості Крісті, відзначаючи її «захопленість, відданість і розуміння»: «Незмінна популярність та успіх книг Агати Крісті в останні роки — багато в чому результат маминої наполегливої праці»  .

## У художній літературі
Семирічна Розалінда Гікс з'являється як персонаж у британській телевізійній драмі 2018 року «Агата та правда про вбивство». Її грає Амелія Роуз Делл.